# Sådan noget sker ikke her
Sådan noget sker ikke her er en svensk dramafilm fra 1950 instrueret af Ingmar Bergman. Den er baseret på en roman af den norske forfatter Waldemar Brøgger.

## Handling
Filmen handler om en mand og hans kone, der flygter fra et diktatur. Deres stille liv i et nyt, frit land er umuligt på grund af mandens mørke hemmelighed.

## Medvirkende (i udvalg)
- Signe Hasso som Vera Irmelin
- Alf Kjellin som Björn Almkvist
- Ulf Palme som Atkä Natas
- Gösta Cederlund som provinslæge
- Yngve Nordwall som Lindell
- Segol Mann som agent
- Stig Olin som ung mand
- Magnus Kesster som husejer
- Mona Geijer-Falkner som kvinde i lejlighedsbygning
- Erik Forslund som portvagt
- Sven-Axel Carlsson som mand i bil
- Helga Brofeldt som chokeret kvinde
- Georg Skarstedt som arbejder med tømmermænd
- Maud Hyttenberg som student